# Пиковая дама (фильм, 1937)
«Пи́ковая да́ма» (фр.: «La Dame de pique») — французский фильм 1937 года режиссёра Фёдора Оцепа, по мотивам одноимённой повести Пушкина.

## Сюжет
Российская империя, 1835 год. Молодой лейтенант Германн, заядлый игрок, очарован игрой графини Томской. Чтобы овладеть тайной игры, безрассудный офицер, предпринимает попытку соблазнить племянницу графини Лизу. Когда ему наконец удаётся проникнуть в комнату старухи, та, испуганная угрозой оружия, раскрывает свою тайну, а затем умирает от страха. Девушка с негодованием отталкивает того, кто стал причиной смерти её тёти. Уже на следующий день Герман, уверенный в своём успехе, играет очень большую игру, но в последней партии вместо ожидаемого туза выходит Пиковая дама. Игрок, отчаявшись, сходит с ума. К счастью, Лиза, проявив сострадание и любовь, возвращает его к жизни и счастью.

## В ролях
- Маргарит Морено — графиня Томская
- Пьер Бланшар — Герман
- Мадлен Озерэ — Лиза, племянница графини
- Андре Люге — капитан Иретский
- Абель Жакен — граф Томский
- Пьер Пало — банкир Петров
- Раймона — Глаша, горничная Лизы
- Роже Легри — Иван, денщик Германа
- Натали Алексеефф — служанка графини
- Жан Дидье — Марумов, офицер
- Мишель Альфа — Надя
- Сильвен Иткин — книготорговец
- Роже Блен — эпизод
- Наталья Лисенко — эпизод
- Мария Крыжановская — эпизод
- Мария Токарская — эпизод

## Создание фильма
В качестве художника по костюмам указывается Мстислав Добужинский, однако, Юрий Анненков утверждал, что ему пришлось заменить его, поскольку Добужиский срочно уехал в Вену.
Художник-постановщик фильма — Александр Лошаков, известный по фильмам «Отец Сергий», «Казанова», «Курьер Царя» и другим картинам.

## Критика
«Пиковая дама» Федора Оцепа (1937), снятая во Франции, — это не только осень Маргарит Морено, сыгравшей роль графини в этом фильме, это еще, безусловно, и воспоминание Оцепа о собственных весне и лете, проведенных в России и СССР. Этот фильм апеллирует к литературной основе опосредованно — через «Пиковую даму» Протазанова, в работе над которой Оцеп, по некоторым данным (в частности, из его семейного архива) принимал участие в качестве одного из соавторов сценария. Повторяющиеся в фильме Оцепа тени на стене, игра с отражениями в зеркалах, оживающая карта с лицом старухи заставляют вспомнить протазановский фильм. Как и финал с безумием Германа-Пьера Бланшара, напоминающий Мозжухина в финале протазановской ленты. Однако самое начало фильма Оцепа, с приездом Германа на почтовую станцию, является скорее самоцитатой — воспоминанием об экранизации другой повести Пушкина, где Оцеп, уже в советские времена, также участвовал (совместно с В. Туркиным) в написании сценария — «Коллежский регистратор» («Станционный смотритель»), реж. Ю. Желябужский, И.Москвин, 1925. При этом сцена с игрой в карты, происходящая на почтовой станции в ожидании отъезда, — с шулером, обыгравшим Германа, со вступившимся за него капитаном, заставившим шулера вернуть деньги, а впоследствии прикуривающим сигару от денежной купюры, — отсылает к теме игроков в русской литературе и отчасти относится уже к мифу о России и загадочной славянской душе, распространенному в эмигрантском кино. Таких моментов, рассчитанных явно на западного зрителя, в фильме Оцепа немало. Здесь и тройки, и русский церковный хор (отпевание графини), и превращение Пиковой дамы из мегеры, глумящейся над своей воспитанницей Лизой, в ее добрую бабушку (la babouchka — слово не переводится, а транслитерируется, графиня же обращается к девушке: «ma colombe» — «голубка», обращение, не существующее во французском языке, но являющееся калькой русского «голубушка»). Самая неожиданная сцена — дуэль Германа с капитаном Ирецким, приревновавшим к нему Лизу (по фильму они оба в нее влюблены), во время которой Герман стреляет в воздух и отдает девушку другу, жертвуя своим чувством. Тема дуэли с отказом от стрельбы заключает в себе намек на ситуацию из повести «Выстрел» («Повести Белкина») и даже, быть может, слегка напоминает западному зрителю, совсем уж малознакомому с творчеством Пушкина, общеизвестный факт биографии поэта — дуэль из-за ревности. В целом же фильм Оцепа балансирует на грани нескольких культурных традиций — русского дореволюционного кино, советского кино, эмигрантского кино — и апеллирует одновременно к русской культуре, с которой органически связан режиссер, и к французскому зрителю, для которого он в данный момент работает.— Наталья Нусинова - «Пиковая дама» в изгнании // журнал «Киноведческие записки», № 42, 1999